# غلامحسین شیری علی‌آباد
غلامحسین شیری علی‌آباد نمایندهٔ دورهٔ نهم مجلس شورای اسلامی و عضو کمیسیون اقتصادی مجلس شورای اسلامی از حوزهٔ انتخابیهٔ هشترود و چاراویماق در استان آذربایجان شرقی بود.